# You Can Dance (groupe)
Pour les articles homonymes, voir You Can Dance.
You Can Dance est un groupe brésilien de funk melody, originaire de Rio de Janeiro, surtout connu pour avoir dansé dans les émissions Xuxa Hits et Planeta Xuxa dans les années 1990. En tant que groupe musical, leurs plus grands succès sont Anjo, Te Faço Feliz et Bota o Bumbum pra Dançar.

## Histoire
Les quatre amis se rencontrent en 1984, et forment en 1992 le groupe professionnellement,. Après être devenus populaires, ils sont invités à participer à l'émission Xuxa Hits et plus tard, Planeta Xuxa en tant que danseurs où ils restent jusqu'en 2001.
En 1992, le groupe enregistre sa première chanson, You Took My Love, composée par Latino, jusqu'alors inconnu. En 1993, ils enregistrent Brincar de Amar et Vou Te Mostrar. En 1995, ils signent un contrat avec Sony Music et sortent leur premier album sous le label Columbia. Sorti à l'époque où le funk melody était à l'honneur, l'album a pour succès les chansons Anjo et Te Faço Feliz. Le groupe est devenu l'un des principaux artistes du mouvement et l'album s'est vendu à environ 65 000 exemplaires.
Ce n'est qu'en 1999 que le groupe recommence à chanter, en sortant son deuxième album, alors sur le label RGE. La seule chanson à succès est Bota o Bubum pra Dançar, qui constitue la bande originale du film Xuxa Requebra. En mai 1999, le groupe pose pour G Magazine.

## Discographie
- 1995 : You Can Dance
- 1999 : YCD